# Víktor Vinogràdov
Víktor Vladímirovitx Vinogràdov (en rus Ви́ктор Влади́мирович Виногра́дов; 1895, Zaraisk, Imperi Rus - 1969, Moscou, URSS) fou un lingüista i filòleg soviètic que va presidir la lingüística soviètica posterior a la Segona Guerra Mundial.
Alguns dels professors de Vinogràdov a l'Institut d'Història i Filologia de Petrograd van ser Lev Sxerba i Aleksei Xakhmàtov, però foren les idees de Charles Bally les que l'influïren més profundament durant els seus anys de formació. Va deixar la seva marca com a estudiós de literatura russa amb una sèrie de treballs que examinaven l'estil i la llengua emprada pels escriptors russos clàssics, com Aleksandr Puixkin (1935, 1941), Nikolai Gógol (1936), Mikhaïl Lérmontov (1941), i Anna Akhmàtova. El 1926 va contreure matrimoni amb Nadezhda Malixeva (Надежда Матвеевна Виноградова-Малышева, 1897-1990), una professora de cant.
En el terreny lingüístic, Vinogràdov va començar com un crític dels formalistes russos, amb molts dels quals compartia una relació cordial. Després de traslladar-se de Leningrad a Moscou l'any 1929, es trobava implicat en la "Conspiració dels eslavistes" i es va exiliar a Vyatka l'any 1934. Dos anys després va poder establir-se més a prop de la capital, a Mozhaysk, exiliant-se a Sibèria després de la invasió de Rússia de Hitler l'any 1941. El seu pare, un sacerdot ortodox, va ser expulsat el 1930.
Després de l'alarma que despertà en Stalin la pèssima gestió de la lingüística soviètica duta a terme per Nicholas Marr i els seus seguidors, Vinogràdov va ser designat director de l'Institut de Lingüística (1950). Se li van atorgar honors amb profusió: va ser elegit per formar part de l'Acadèmia Soviètica de Ciències, i se li van atorgar el Premi Stalin (1951), un orde de Lenin i dos ordes de la Bandera Roja del Treball. Aquest sobtat cop de sort i de reconeixement li va fer voler gratificar les autoritats, com va fer amb la seva participació en el destacable Procés de Sinyavsky-Daniel. L'ascens al poder de Vinogràdov va consolidar els seus seguidors (Sergei Ozhegov, Natalia Shvedova) dins l'escola acadèmica dominant de la lingüística soviètica. L'Institut de la Llengua Russa, que va administrar des del 1958, encara porta el seu nom.